# Ała.
Ała. – szósty album studyjny polskiego rapera Tego Typa Mesa. Wydawnictwo ukazało się 4 listopada 2016 roku nakładem wytwórni muzycznej Alkopoligamia.com. 4 grudnia, także 2016 roku płyta została udostępniona bezpłatnie w formie digital stream na kanale YouTube wydawcy. Gościnnie w nagraniach wzięli udział m.in. raperzy Tomasz „VNM” Lewandowski i Tomasz „R.A.U.” Rałowski oraz piosenkarki Ifi Ude i  Monika Borzym.
Album zadebiutował na 1. miejscu polskiej listy przebojów – OLiS. Wydawnictwo uzyskało status złotej płyty, przekraczając liczbę 15 tysięcy sprzedanych kopii.

## Lista utworów
Opracowano na podstawie materiału źródłowego.
| 1. „Codzienność” – 4:08 2. „Mój terapeuta” – :26 3. „Bledną” – 6:09 4. „Book Please” – 5:08 5. „Pytajniki” – 3:45 6. „Pokaż mi dom” – 4:05 7. „Przewóz osób” – 4:00 8. „Jak nikt” – 4:04 9. „Unisex” – 6:02 |  | 1. „Czy ty to ty” – 3:48 2. „Ale psa byś przytulił” – 4:48 3. „W sumie nie różnią się” – 3:34 4. „Świeżak” – 7:01 5. „Jeden mail” – 2:48 6. „Ride” – 5:02 7. „Nieiskotne” – 4:51 8. „Zawsze mogę liczyć na” – 4:54 |

## Twórcy
Opracowano na podstawie materiału źródłowego.

- Piotr „Ten Typ Mes” Szmidt – muzyka (11), słowa, rap
- Tomasz „VNM” Lewandowski – rap (10)
- Leszek „Eldo” Kaźmierczak – głos (13)
- Dawid Podsiadło – śpiew (1)
- Ifi Ude – śpiew (12), chórki (13)
- Iza Lach – śpiew (16)
- Marita Albán Juárez – śpiew (8)
- Kinga Miśkiewicz – chórki (1, 3, 6)
- Monika Borzym – śpiew (17), chórki (9, 11)
- Jacek Gawłowski – mastering
- Rafał Smoleń – miksowanie (1, 12)
- Maryla Modzelan – chórki (3, 5, 15, 16)
- José „Manolo” Albán Juárez – perkusja (3, 5)
- Tomasz „R.A.U. Rałowski – rap (13), muzyka (2, 3), miksowanie (2-11, 13, 15-17)
- Mariusz Obijalski – pianino elektryczne (4, 9, 13, 16, 17), miksowanie, muzyka (14)
- Krzysztof Kawałko – gitara (4, 9, 13, 14, 16)
- Michał Tomaszczyk – puzon (4, 9, 13, 16), muzyka (17), produkcja (17), aranżacja (17)
- Marcin Czarnecki – gitara (11)
- Bartosz Tkacz – saksofon (11)
- Bartosz „Szogun” Pietrzak – produkcja (8), aranżacja (8), muzyka (11), miksowanie (2-11, 13, 15-17)
- Night Marks Electric Trio (Piotr Skorupski, Marek Pędziwiatr, Adam Kabaciński) – muzyka (6)
- Max Fiszer (Maks Kucharski, Kamil Fiszer) – muzyka (3, 5)
- Łukasz „Kortez” Federkiewicz – muzyka (7, 8)
- Oskar Podolski, Aleksander Żurkowski – oprawa graficzna
- Michał „Fox” Król – muzyka (1, 12)
- Mateusz Holak – muzyka (13)
- Maciej „Wrotas Lifeview” Wrotek – muzyka (4, 15)
- Andrzej „Fonai” Pieszak – muzyka (9, 16)
- Andrzej Zielak – gitara basowa (17)
- Sebastian Kuchczyński – perkusja (17)
- Ola Trzaska – flet (17)
- Paweł Biderman – gitara (17)
- Marcin Świderski – saksofon tenorowy (17)
- Cyprian Baszyński – trąbka (17)
- Mateusz Gudel – muzyka (10)